# Aleksander I (papież)
Aleksander I  (ur. w Rzymie, zm. ok. 116 tamże) – święty Kościoła katolickiego i Cerkwi prawosławnej, 6. papież w okresie od ok. 105/109 do ok. 115/116.

## Życiorys
Nie ma zbyt wielu zapisków historycznych na jego temat. Prawdopodobnie urodził się w Rzymie, jako syn Aleksandra. Jego pontyfikat według różnych dokumentów trwał od 7 do 10 lat.
Prawdopodobnie odegrał istotną rolę w rozwoju liturgii i administracji Kościoła. Najprawdopodobniej to on wprowadził do kanonu mszy św. słowa „On to, w dzień przed męką...”. Wprowadził użytek wody święconej w Kościele. Przypisuje mu się też wprowadzenie obowiązku przebywania w świątyni bez nakrycia głowy dla mężczyzn.
Legenda mówi, że został ścięty i pochowany przy Via Nomentana. Do końca IX w. błędnie utożsamiano go z inną postacią świętego – męczennika Aleksandra zamordowanego ok. roku 130 na Via Nomentana 3 maja. Święty Ireneusz z Lyonu wspomniał o Aleksandrze I jako piątym z biskupów Rzymu od czasów apostołów, jednak nic nie napisał o jego domniemanym męczeństwie.
Jego święto liturgiczne przypada na 3 maja. Cerkiew prawosławna wspomina go 16 marca.